# Inver Grove Heights
Inver Grove Heights est une ville des États-Unis dans l'État du Minnesota ; elle est située en périphérie de l'agglomération de Minneapolis-Saint Paul, dans le comté de Dakota. Sa population s'élevait à 33 880 habitants lors du recensement de 2010.